# Gressan
Gressan är en stad och kommun i Aostadalen i Italien.  Kommunen hade 3 378 invånare (2017) och har italienska och franska som officiella språk. Skyddspatron är Stefanos.